# 김지혁
김지혁(한국 한자: 金志赫, 1981년 10월 26일 ~ )은 대한민국의 전 축구 선수로서 포지션은 골키퍼였다. 부산광역시 출생으로 경남상업고등학교를 졸업하였다. 승부조작 혐의로 K리그에서 영구제명되었다.

## 축구인 생활

### 선수 생활
2001년 부산 아이콘스에 입단하여 K리그에 데뷔했으나, 4년 동안 하우젠 컵을 포함하여 5경기를 뛰는데 그쳤다. 2005년 울산 현대 호랑이로 이적한 뒤 그 해 리그에서 4경기를 뛰었고,
2006년 리그에서 19경기를 뛰었지만, 2007년 하우젠 컵을 포함하여 5경기를 뛰는데 그쳤다. 2008년 포항 스틸러스로 이적한 뒤 그 해 리그에서 19경기를 뛰며 경기 출전횟수를 늘리고 있으며, 2008년 FA컵 우승에 공헌하였다. 2010년 광주 상무 불사조(상주 상무 피닉스 전신)에 입대하여 권순태 등과 경쟁을 하며 출장을 해갔으나 2011년 K리그 승부조작 사건에 연루되어 혐의가 인정이 되면서 K리그에서 영구제명과 함께 퇴출되었다. 이후 2012년 승부조작 가담 혐의에 대해 무죄를 선고받았으나, 금품 수수 혐의는 그대로 인정되어 징계가 그대로 유지되었다.

### 국가 대표 생활
2004년 하계 올림픽에 최종 엔트리에 포함되었지만 본선 경기에서 기용되지는 않았다.

## 성인경기 출장경력
| 시즌/대회 | 소속팀           | 출장 | 무실점경기 | 실점 |
| --------- | ---------------- | ---- | ---------- | ---- |
| 2000      | 부산 아이콘스    | 0    | 0          | 0    |
| 2001      | 부산 아이콘스    | 3    | 0          | 4    |
| 2002      | 부산 아이콘스    | 0    | 0          | 0    |
| 2003      | 부산 아이콘스    | 0    | 0          | 0    |
| 2004      | 부산 아이콘스    | 2    | 0          | 8    |
| 2005      | 부산 아이파크    | 0    | 0          | 0    |
| 2005(5월) | 울산 현대 호랑이 | 4    | 0          | 4    |
| 2006      | 울산 현대 호랑이 | 29   | 12         | 27   |
| 2007      | 울산 현대 호랑이 | 5    | 2          | 3    |
| 2008      | 포항 스틸러스    | 20   | 5          | 25   |
| 2009      | 포항 스틸러스    | 9    | 2          | 12   |
| FA컵      | 부산 아이파크    | 2    | 0          | 5    |
| FA컵      | 울산 현대 호랑이 | 3    | 1          | 3    |

## 경력

### 선수 경력
- 2000년 ~ 2005년  부산 아이파크
- 2005년 ~ 2007년  울산 현대 호랑이
- 2008년 ~ 2009년  포항 스틸러스
- 2010년 ~ 2011년  상주 상무 피닉스

## 수상

### 클럽

#### 부산 아이파크
- FA컵 우승 1회 (2004년)
- 아디다스 컵 준우승 1회 (2001년)

#### 울산 현대 호랑이
- K-리그 우승 1회 (2005년)
- 삼성 하우젠 컵 우승 1회 (2007년)
- 대한민국 슈퍼컵 우승 1회 (2006년)
- A3 챔피언스컵 우승 1회 (2006년)

#### 포항 스틸러스
- FA컵 우승 1회 (2008년)
- 피스컵 코리아 우승 1회 (2009년)
- AFC 챔피언스리그 우승 1회 (2009년)